# Phorbas stylifer
Phorbas stylifer är en svampdjursart som beskrevs av Burton 1959. Phorbas stylifer ingår i släktet Phorbas och familjen Hymedesmiidae.
Artens utbredningsområde är havet utanför Jemen. Inga underarter finns listade i Catalogue of Life.